# Пеньки (Тамбовская область)
Пеньки — село в Моршанском районе Тамбовской области России. Входит в состав Серповского сельсовета.

## География
Село находится на берегу реки Серп (притоке Цны), на расстоянии 19 км к северу от города Моршанск, административного центра района, и 103 км к северу от города Тамбов, административного центра области.

### Часовой пояс
Посёлок Пеньки, как и вся Тамбовская область, находится в часовой зоне МСК (московское время). Смещение применяемого времени относительно UTC составляет +3:00.

## Население
| 2002 | 2010 |
| ---- | ---- |
| 578  | ↘473 |

### Национальный состав
Согласно результатам переписи 2002 года, в национальной структуре населения русские составляли 99 % из 578 чел.